# Adoretus vigillans
Adoretus vigillans är en skalbaggsart som beskrevs av Eugène Benderitter 1923. 
Adoretus vigillans ingår i släktet Adoretus och familjen Rutelidae. Inga underarter finns listade i Catalogue of Life.